# Dryptops dorsalis
Dryptops dorsalis is een keversoort uit de familie somberkevers (Zopheridae). De wetenschappelijke naam van de soort werd in 1882 gepubliceerd door Thomas Broun.